# Пелагий I
Пелагий I (на латински: Pelagius PP. I) е римски папа от 556 г. до 4 март 561 г.
Произхожда от знатно римско семейство. Баща му е викарий на един от двата диоцеза (области), на който Италия е разделена.
Управлява в отсъствието на папа Вигилий. През този период умело лавира между императорската политика и неуверената позиция на Вигилий. През 555 г. Пелагий признава постановленията на V Вселенски събор и е назначен от императора за приемник на починалия папа. Първите месеци от неговия понтификат са бурни. Обвиняват го в убийството на неговия предшественик и в измяна на истинската вяра, провъзгласена в Халкидон. Пелагий се оправдава с тържествена клетва, че е невинен за смъртта на Вигилий и винаги е бил верен на доктрината на Лъв I.